# Dil Ka Rishta
Pour plus de détails, voir Fiche technique et Distribution.
Dil Ka Rishta est un film indien réalisé par Naresh Malhotra, sorti en 2003.

## Synopsis
Jai (Arjun Rampal) est un milliardaire qui a tout pour lui, un cœur d’or, un physique très agréable, un père qui l’aime. Il ne lui manque qu’une épouse. Par chance, le chemin de Jai croise celui de Tia (Aishwarya Rai Bachchan). Il tombe éperdument amoureux de la superbe jeune femme. Malheureusement, Tia ne lui rend pas son amour. Jai la poursuivra de ses assiduités, mais quand enfin Tia le place sur le piédestal de l’amour, Jai ne pourra pas s’abandonner à ce dernier.

## Fiche technique
- Titre : Dil Ka Rishta
- Titre international : Heart of Gold
- Réalisation : Naresh Malhotra
- Scénario : Shabbir Boxwala et Naeem Sha
- Production : Suresh Bhandary, Shabbir Boxwala et Aditya Rai
- Société de production : Tips Films Pvt. Ltd.
- Musique : Shravan Rathod, Nadeem Saifi et Viju Shah
- Photographie : Ashok Mehta
- Montage : Naresh Malhotra
- Pays d'origine : Inde
- Format : Couleurs - 2,35:1 - Dolby Digital - 35 mm
- Genre : Romance
- Durée : 150 minutes
- Date de sortie : 17 janvier 2003 (Inde)

## Distribution
- Aishwarya Rai Bachchan : Tia Sharma
- Arjun Rampal : Jai Mehta
- Priyanshu Chatterjee : Raj
- Rakhee Gulzar : Mrs. Sharma, la mère de Tia
- Paresh Rawal : JMr. Mehta, le père de Jai
- Isha Koppikar : Anita
- Tiku Talsania : Swami
- Tanvi Azmi : Mme Mehta, la photographe

## Autour du film
- Le tournage s'est déroulé au Cap, en Afrique du Sud.
- Le rôle d'Anita fut tout d'abord proposé à Lisa Ray.

## Bande originale
- Saajan Saajan, interprété par Alka Yagnik, Kumar Sanu et Sapna Awasthi
- Haye Dil, interprété par Alka Yagnik et Kumar Sanu
- Dil Ka Rishta, interprété par Alka Yagnik, Kumar Sanu et Udit Narayan
- Dayya Dayya Dayya Re, interprété par Alka Yagnik
- Dil Chura Le, interprété par Alka Yagnik et Kumar Sanu
- Haste Suraj Ki, interprété par Udit Narayan
- Kitna Majboor Ho Gaya, interprété par Kumar Sanu
- Saajan Saajan, interprété par Jaspinder Narula
- Dil Ka Rishta (sad), interprété par Babul Supriyo et Sarika Kapoor